# 詹姆士·布朗

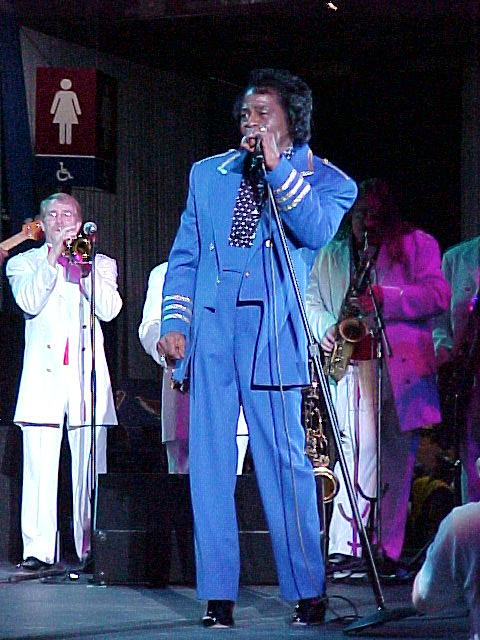
詹姆士·布朗

小詹姆士·喬瑟夫·布朗（英語：James Joseph Brown, Jr.，1933年5月3日—2006年12月25日），非裔美國歌手、舞者、作曲家、樂團團長及唱片製作人。他將福音音樂及節奏藍調帶入靈魂樂及放克元素，對許多其他類型的音樂也都有影響，如：搖滾、爵士、雷鬼、舞曲、電子音樂、非洲節奏（Afrobeat）及嘻哈音樂，被認為對20世紀的流行音樂有至深的影響，有「靈魂樂教父」（Godfather of Soul）之稱。
詹姆士·布朗曾在2002年電影，客串演自己。

## 生平

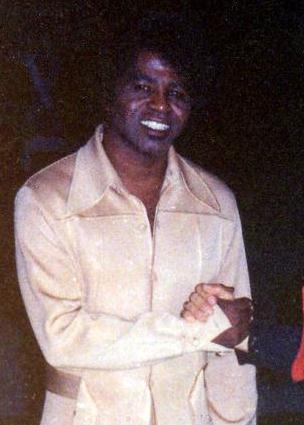
年輕時的詹姆士·布朗

### 童年
詹姆士·布朗生於南卡羅萊納州的Barnwell，4歲時父母離異，之後在喬治亞州的阿姨的妓院裡度過童年。中學七年級時輟學，做過許多零工維生：揀棉花、擦鞋、洗車等等。16歲時結伙搶劫被逮捕，被判決要服8至16年的重勞役。在郡立監獄度過短暫時期後，被轉送往少年勞役農場（juvenile work farms），花了三年時間待在社會服務之家（community home）。

### 樂手之路
布朗在獄中打過棒球，後因腿傷而中斷，卻因此在比賽中結識鋼琴師Bobby Byrd，並與他在喬治亞州內的俱樂部駐演。後來布朗簽下表演合約，與Bill Johnson合組「節奏福音星光四部曲」樂團，擔任團內的鼓手與風琴手。

## 外部連結
- 詹姆士·喬瑟夫·布朗二世簡介